# Mount Etna
Mount Etna – miasto w Stanach Zjednoczonych, w stanie Indiana, w hrabstwie Huntington.